# Mistkorbwerberbachl
Das Mistkorbwerberbachl ist ein rund 2,0 Kilometer langer, linker Nebenfluss des Fuchsbachls in der Steiermark. Es entspringt südöstlich des Hauptortes von Hitzendorf, östlich der Rotte Doblegg und westlich des Hofes Gratz und fließt zuerst in einen flachen Links- und anschließend in einen flachen Rechtsbogen insgesamt nach Südwesten. Südsüdöstlich des Ortes Hitzendorf, südlich der Rotte Pirka und nordnordwestlich der Rotte Mayersdorf mündet etwas westlich der L336 in das Fuchsbachl, welches bald danach nach links abknickt. Auf seinem Lauf durchfließt das Mistkorbwerberbachl einen kleinen Teich.